# Tiziano Ferro
Tiziano Ferro (* 21. února 1980) je italský popový zpěvák, oblíbený mimo domovskou Itálii i v ostatních románskými jazyky mluvících zemích Evropy a v Latinské Americe. Po celém světě se mělo zatím prodat na 5 milionů jeho alb a singlů, které vycházejí paralelně v italské a španělské verzi, zpíval také anglicky, francouzsky či portugalsky.

## Biografie
Pochází z města Latina ve stejnojmenné provincii italského kraje Lazio. Zde také v roce 1999 odmaturoval na přírodovědném lyceu a následně se zapsal ke studiu na římské univerzitě La Sapienza, studium však nedokončí kvůli úspěšně se rozvíjející kariéře zpěváka a skladatele.

## Diskografie

### Studiová alba
| Datum vydání       | Název alba                  |
| ------------------ | --------------------------- |
| 26. října 2001     | Rosso relativo              |
| 7. listopadu 2003  | 111                         |
| 23. června 2006    | Nessuno è solo              |
| 7. listopadu 2008  | Alla mia età                |
| 28. listopadu 2011 | L'amore è una cosa semplice |

### Kolekce
| Datum vydání       | Název alba           |
| ------------------ | -------------------- |
| 23. listopadu 2010 | The Album Collection |

### DVD
| Datum vydání       | Název DVD                   |
| ------------------ | --------------------------- |
| 20. listopadu 2009 | Alla mia età - Live in Rome |

### Autobiografie
| Datum vydání   | Název knihy                             |
| -------------- | --------------------------------------- |
| 20. října 2010 | Trent'anni e una chiacchierata con papà |